# Petra Vaideanu
Petra Vaideanu (Rumania, 24 de agosto de 1965) es una atleta rumana retirada especializada en la prueba de pentatlón, en la que consiguió ser subcampeona europea en pista cubierta en 1992.

## Carrera deportiva
En el Campeonato Europeo de Atletismo en Pista Cubierta de 1992 ganó la medalla de plata en la competición de pentatlón, con una puntuación de 4677 puntos, tras su compatriota rumana Liliana Nastase y por delante de la polaca Urszula Włodarczyk.